# Carlos Ezeta
Carlos Basilio Ezeta (San Salvador; 14 de junio de 1852-Mazatlán, México; 21 de marzo de 1903), militar y político salvadoreño. Fue Presidente de la República desde el 22 de junio de 1890 al 10 de junio de 1894. En el primer año de manera provisional tras derrocar en un golpe de Estado a Francisco Menéndez.
Ingresó en la Escuela Militar en 1867 para incorporarse al ejército en 1871 como subteniente. Participó en los enfrentamientos con Honduras en 1872 y 1873, siendo herido.
Después de diversas estancias en Costa Rica, Estados Unidos y Guatemala, regresó definitivamente a El Salvador en 1885. Durante el gobierno de Francisco Menéndez, ya como general, participó como general en jefe para sofocar la rebelión de Cojutepeque. Su último cargo antes del golpe de Estado fue inspector general del Ejército.

## Presidencia

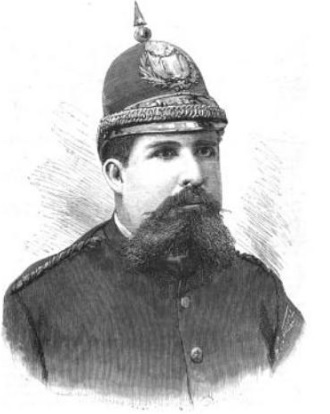
Carlos Ezeta 1890.

Carlos Ezeta gobernó de forma provisoria el país hasta el 1 de marzo de 1891 cuando toma posesión como presidente electo, teniendo como vicepresidente a su hermano Antonio Ezeta (quién se trasladó a vivir a Santa Ana, donde se instaló en el palacio municipal de dicha ciudad que se convirtió en un edificio totalmente militar con solo las oficinas del alcalde y gobernador adentro).[2] Durante su presidencia se logró equilibrar la deuda exterior del país, se incrementó el comercio exterior, se implantó un sistema de sanidad con el funcionamiento del hospital Rosales, se incrementó la educación, se construyó una estatua en homenaje al capitán general Gerardo Barrios frente a la Catedral Metropolitana, y se establecieron relaciones diplomáticas con casi todos los países de Europa.[1]
Durante su administración tuvo lugar la guerra del Totoposte con Guatemala, llamada así porque el presidente guatemalteco, general Manuel Lisandro Barillas movilizó tropas a la frontera, pero éstas nunca llegaron a combatir; de esta forma, la guerra sólo sirvió para mandar provisiones de maíz molido (totoposte) a las tropas. En esta guerra, El Salvador obtuvo la victoria con la firma del tratado de paz en agosto de 1890 promovido por el Cuerpo Diplomático acreditado en ambos países. 
En el 18 de abril de 1891 fundó la Oficina de Ingenieros, agregada al Ministerio de Fomento.
Ezeta supervisó la relativa estabilidad política de El Salvador en un momento en que las repúblicas vecinas de Honduras y Guatemala estaban en guerra, pero pronto perdió el favor de los terratenientes y fue derrocado en la Revolución de los 44, el 9 de junio de 1894 por Rafael Antonio Gutiérrez con la ayuda de Nicaragua, Guatemala y Honduras.[3] En 1893, debido a la crisis financiera y a que el presidente Ezeta había duplicado el derecho de exportación del café, se empezó a gestar un movimiento revolucionario para derrocar al gobierno; por un lado se encontraban varios de los contrarios al gobierno de Ezeta que estaban exiliados en Guatemala (donde estaban preparándose y alistándose para la revolución, y donde recibieron apoyo del presidente guatemalteco Manuel Estrada Cabrera), y por otro lado otras personas contrarias al gobierno que se encontraban en territorio salvadoreño buscando obtener el dinero suficiente (en total 100.000 pesos) para llevar a cabo la invasión que sería liderada por Doroteo Caballero y Rafael Antonio Gutiérrez.[3] Ezeta fue derrocado por la revolución de los 44, y se exilió en Mazatlán Sinaloa, México, donde murió.